# Adapantus marmoratus
Adapantus marmoratus är en insektsart som beskrevs av Lucien Chopard 1954. Adapantus marmoratus ingår i släktet Adapantus och familjen vårtbitare. Inga underarter finns listade i Catalogue of Life.